# Rator
Rator är områden i en gräsvall som betesdjur väljer att inte äta.
Orsaken kan vara att de har lämnat sin avföring där, att gräset inte är smakligt eller att det finns växter som är giftiga där. Om betesmarken används av olika djur behöver det ändå inte vara någon nackdel då de kvarlämnade näringsämnen i avföringen kan tillgodogöras av de andra djuren.
Rator kan också slås av med slåttermaskin och avföringen sprids då så att marken blir jämnt gödslad.